# Estádio 8 de Maio de 1945
O Estádio 8 de Maio de 1945 (em árabe: 1945 ملعب 8 ماي) é um estádio multiuso localizado na cidade de Sétif, na Argélia. Inaugurado em 3 de maio de 1972, é oficialmente a casa onde o Entente Sportive de Sétif, tradicional clube argelino e um dos clubes de futebol mais populares da África, manda seus jogos oficiais por competições nacionais e continentais. Sua capacidade máxima é de 25 000 espectadores.